# Druga crnogorska liga (2012/2013)
Sezon 2012/13 Druga crnogorska liga – 7. edycja rozgrywek czarnogórskiej Drugiej ligi w piłce nożnej. 
Rozgrywki toczyły się w jednej grupie i występowało w nich 12 drużyn. Po zakończeniu sezonu mistrz awansował bezpośrednio do Prva ligi, a wicemistrz i 3. drużyna zagrają w barażu o awans z 10. i 11. drużyną Prva ligi. Dwie ostatnie drużyny spadły do Trećej ligi.

## Druga crnogorska liga

### Drużyny
W Drugiej crnogorskiej lidze w sezonie 2012/13 występowało 12 drużyn.
| Drużyna                                                          | Miasto      | Sezon 2011/12                          | Uwagi                                       |
| Drużyny, które spadły z Prva crnogorskiej ligi 2011/12:          |             |                                        |                                             |
| FK Dečić Tuzi                                                    | Tuzi        | 10. miejsce                            | przegrał baraże z FK Jedinstvo Bijelo Polje |
| FK Berane                                                        | Berane      | 11. miejsce                            | przegrał baraże z FK Mornar Bar             |
| FK Bokelj Kotor                                                  | Kotor       | 12. miejsce                            |                                             |
| Drużyny, które występowały w Drugiej crnogorskiej lidze 2011/12: |             |                                        |                                             |
| FK Zabjelo Podgorica                                             | Podgorica   | 4. miejsce                             |                                             |
| FK Bratstvo Cijevna                                              | Cijevna     | 5. miejsce                             |                                             |
| OFK Igalo                                                        | Igalo       | 6. miejsce                             |                                             |
| FK Jezero Plav                                                   | Plav        | 7. miejsce                             |                                             |
| OFK Bar                                                          | Bar         | 8. miejsce                             |                                             |
| FK Iskra Danilovgrad                                             | Danilovgrad | 9. miejsce                             |                                             |
| FK Ibar Rožaje                                                   | Rožaje      | 10. miejsce                            |                                             |
| Drużyny, które awansowały z Trećej crnogorskiej ligi 2011/12:    |             |                                        |                                             |
| FK Arsenal Tivat                                                 | Tivat       | 1. miejsce Treća liga (Juzna regija)   |                                             |
| FK Zora Spuž                                                     | Spuž        | 1. miejsce Treća liga (Srednja regija) |                                             |

### Tabela
| Poz. | Klub                 | M  | Pkt. | Mecze | Mecze | Mecze | Bramki | Bramki |
| Poz. | Klub                 | M  | Pkt. | zwy.  | rem.  | por.  | zdob.  | stra.  |
| ---- | -------------------- | -- | ---- | ----- | ----- | ----- | ------ | ------ |
| 1    | FK Dečić Tuzi        | 30 | 66   | 21    | 3     | 6     | 46     | 19     |
| 2    | FK Bokelj Kotor      | 30 | 56   | 16    | 8     | 6     | 39     | 20     |
| 3    | FK Zabjelo Podgorica | 30 | 53   | 15    | 8     | 7     | 40     | 29     |
| 4    | FK Bratstvo Cijevna  | 30 | 47   | 14    | 5     | 11    | 41     | 32     |
| 5    | OFK Igalo            | 30 | 39 * | 11    | 9     | 10    | 39     | 35     |
| 6    | FK Jezero Plav       | 30 | 36   | 8     | 12    | 10    | 26     | 29     |
| 7    | FK Berane            | 30 | 35 * | 10    | 8     | 12    | 38     | 56     |
| 8    | FK Ibar Rožaje       | 30 | 33   | 7     | 12    | 11    | 33     | 36     |
| 9    | FK Zora Spuž         | 30 | 29 * | 8     | 6     | 16    | 28     | 32     |
| 10   | FK Arsenal Tivat     | 30 | 29   | 4     | 14    | 11    | 24     | 38     |
| 11   | FK Iskra Danilovgrad | 30 | 20   | 5     | 5     | 20    | 29     | 57     |
| 12   | OFK Bar **           | 0  | -3 * | 0     | 0     | 0     | 0      | 0      |

| Legenda:                                 |
| awans do Prva crnogorskiej ligi          |
| baraże o awans do Prva crnogorskiej ligi |
| spadek do Trećej crnogorskiej ligi       |
| drużyna została rozwiązana               |

- FK Dečić Tuzi awansował do Prva ligi 2013/14.
- FK Bokelj Kotor i FK Zabjelo Podgorica przegrały swoje mecze barażowe i pozostały w Drugiej crnogorskiej lidze 2013/14.
- FK Iskra Danilovgrad spadł do Trećej crnogorskiej ligi 2013/14.

 * OFK Igalo, FK Berane i OFK Bar zostały ukarane 3. punktami ujemnymi, a FK Zora Spuž został ukarany 1. punktem ujemnym.
 ** OFK Bar wycofał się z rozgrywek Drugiej ligi po 17 kolejkach, a jego wyniki zostały anulowane (drużyna została rozwiązana).

## Baraż o awans do Prva ligi

### FK Mogren Budva-FK Zabjelo Podgorica
|         | Data           | Drużyna 1.           | Drużyna 2.           | Wynik |
| 1. mecz | 5 czerwca 2013 | FK Zabjelo Podgorica | FK Mogren Budva      | 1:6   |
| Rewanż  | 9 czerwca 2013 | FK Mogren Budva      | FK Zabjelo Podgorica | 3:1   |

- FK Mogren Budva wygrał mecze barażowe i pozostał w Prva lidze.
- FK Zabjelo Podgorica przegrał mecze barażowe i pozostał w Drugiej crnogorskiej lidze.

### FK Mornar Bar-FK Bokelj Kotor
|         | Data           | Drużyna 1.      | Drużyna 2.      | Wynik |
| 1. mecz | 5 czerwca 2013 | FK Bokelj Kotor | FK Mornar Bar   | 1:0   |
| Rewanż  | 9 czerwca 2013 | FK Mornar Bar   | FK Bokelj Kotor | 2:0   |

- FK Mornar Bar wygrał mecze barażowe i pozostał w Prva lidze.
- FK Bokelj Kotor przegrał mecze barażowe i pozostał w Drugiej crnogorskiej lidze.